# Orgeans-Blanchefontaine
Orgeans-Blanchefontaine település Franciaországban, Doubs megyében. Lakosainak száma 40 fő (2022. január 1.). Orgeans-Blanchefontaine Valoreille, Battenans-Varin, Les Bréseux, Cour-Saint-Maurice, Fleurey, Mancenans-Lizerne, Mont-de-Vougney és Vauclusotte községekkel határos.

## Népesség
A település népességének változása:
| Lakosok száma | 41   | 60   | 44   | 47   | 52   | 49   | 44   | 41   | 39   | 40   |
|               | 1968 | 1982 | 1990 | 2006 | 2013 | 2015 | 2017 | 2019 | 2020 | 2022 |